# Акханд Бхарат
Эта статья о термине. Об историческом регионе см. Большая Индия.

Флаг Акханд Бхарата.

Карта концепции Акханд Бхарата.

Акханд Бхарат (хинди अखण्ड भारत — «Неделимая Индия»), также Акханд Хиндустан — хиндиязычный термин, обозначающий концепцию объединённой в одну страну Большой Индии. Концепция термина подразумевает, что современные государства Афганистан, Бангладеш, Бутан, Индия, Мальдивы, Мьянма, Непал, Пакистан, Шри-Ланка и район Тибет являются одной нацией.

## История
Во время действия индийского национально-освободительного движения, борец за независимость Индии Канайялал Манеклал Мунши продвигал идею создания единого независимого «Акханд Хиндустана», с чем соглашался Махатма Ганди, полагая, что пока Индия будет оставаться колонией под властью британцев, действующих согласно принципу разделяй и властвуй, индуистско-мусульманское единство не может быть достигнуто. Помимо этого, журналист Мазхар Али Хан сообщал, что «братья Хан [были] полны решимости бороться за „Акханд Хиндустан“ и призвали Лигу обсудить этот вопрос перед электоратом провинции». 7—8 октября 1944 года Радха Кумуд Мукерджи председательствовал на «Конференции лидеров Акханд Хиндустана» в Дели.
В 1937 году на 19-й сессии Хинду Махасабхи борец за независимость Индии Винаяк Дамодар Саваркар предложил создание Акханд Бхарата, который «должен оставаться единым и неделимым от Кашмира до Рамешварама, от Синда до Ассама». Саваркар говорил, что «ко всем гражданам, которые безраздельно преданы индийской нации и индийскому государству, следует относиться с полным равенством и разделять обязанности поровну, независимо от касты, вероисповедания или религии, и представительство также должно осуществляться на основе принципа „один человек — один голос“ или пропорционально населению в случае отдельных избирательных округов, а государственные заслуги должны оцениваться исключительно по заслугам».

## Современное использование термина
После обретения Индией независимости, некоторые националистические политические партии или организации, такие как Хинду Махасабха, Раштрия сваямсевак сангх, Вишва хинду паришад, Шив сена, Махараштра навнирман сена, Хинду сена, Хинду джанаджагрути самини, Бхаратия джаната парти и другие, часто призывали к созданию единого Акханд Бхарата или Акханд Хиндустана. Для этой же цели в Индии была создана партия Акханд Хиндустан морча.
Впервые карты, изображающие концепцию Акханд Бхарата, были созданы во времена Британской Индии. Создание термина «Акханд Бхарат» идеологически связано с концепцией хиндутвы и идеями «сангатана» (единства) и «шуддхи» (ритуального очищения).
Первая глава учебника организации Раштрия сваямсевак сангх для студентов седьмого курса образовательного учреждения Акхил бхаратия санскрит гьян парикша включала карту, изображающую Пакистан и Бангладеш, которые, наряду с Индией, были территориями, входившими в состав «Акханд Бхарата». Однако в журнале организации территории современных Бутана, Непала и Мьянмы также считаются частями бывшего Акханд Бхарата. 
Хотя руководство Бхаратия джаната парти нерешительно по вопросу создания Акханд Бхарата, Раштрия сваямсевак сангх всегда была решительным сторонником этой идеи. Книга генерального секретаря организации, Хонгасандры Венкатарамайи Сешадри «Трагическая история раздела» подчёркивает важность концепции Акаханд Бхарата. Печатный орган Раштрия сваямсевак сангх — газета Organiser, часто публикует статьи лидеров этой организации, придерживающихся философии, согласно которой только Акханд Бхарат и «сампурна самадж» (объединённое общество) могут принести «настоящую» свободу народу Индии. Призывы к созданию Акханд Бхарата также поддерживается премьер-министром Индии Нарендрой Моди и генеральным секретарём Бхаратия джаната парти Рамом Мадхавом.

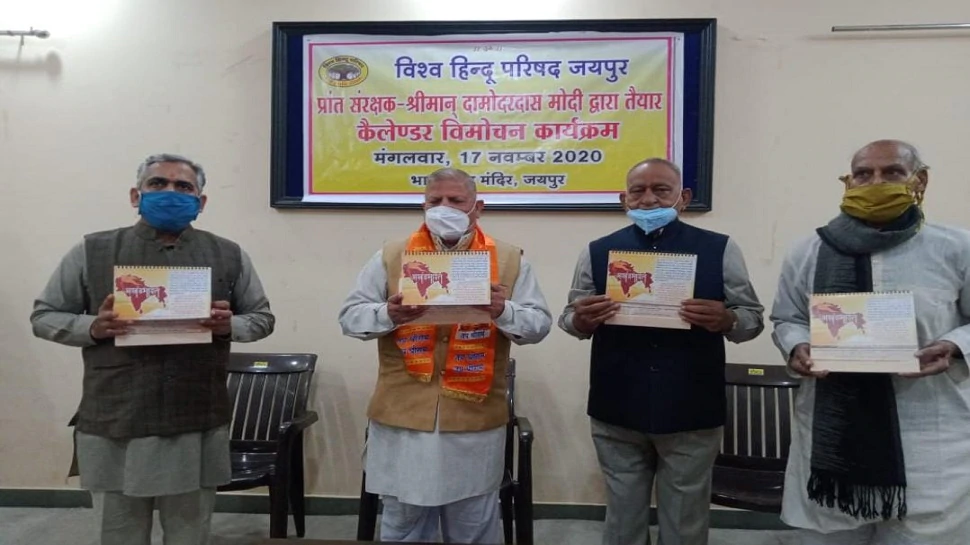
Календарь Акханд Бхарата, выпущенный участниками кампании Раштрия сваямсевак сангх.

В декабре 2015 года, после дипломатического визита Нарендры Моди в пакистанский город Лахор, Рам Мадхав (в интервью Мехди Хассану, работающему в «Аль-Джазире») сказал, что «Раштрия сваямсевак сангх по-прежнему верит, что однажды Индия, Пакистан и Бангладеш, которые по историческим причинам разделившиеся всего 60 лет назад, снова, благодаря доброй воле народа, объединятся и будет создан Акханд Бхарат». В марте 2019 года лидер Раштрия сваямсевак сангх Индреш Кумар предположил, что Индия и Пакистан объединятся в 2025 году, что после этого индийцы поселятся и мигрируют в Лахор и на берега тибетского озера Мапам-Юмцо, что в Дакке сформируются правительство, поддерживающее Индию и что сформируется Акханд Бхарат в «стиле Европейского союза».
Бывший судья Верховного суда Индии Маркандей Катджу поддерживал в пакистанской газете The Nation решение индо-пакистанского конфликта путём объединения Индии, Пакистана и Бангладеш под властью сильного, светского, современно мыслящего правительства, а также подробно рассказал о причинах своей поддержки воссоединения Индии для агентства Newslaundry. Помимо этого, Катджу также поддерживает идею создания Акханд Бхарата в качестве светского государства и является председателем Ассоциации воссоединения Индии, которая проводит кампанию в поддержку воссоединения. Бывший заместитель премьер-министра Индии Лал Кришна Адвани в апреле 2004 года аналогичным образом поддержал Индо-пакистанскую конфедерацию как мощное геополитическое образование, конкурирующее с Европейским союзом, США, Россией и Китаем.
Индуистские националистические политические партии и организации, такие как Шив сена, также добивались полного возвращения частично управляемого Пакистаном Кашмира под предлогом создания Акханд Бхарата, особенно после отмены статей 370 и 35A Конституции Индии (отмены полуавтономии Джамму и Кашмира) в августе 2019 года.
17 ноября 2020 года участниками кампании Раштрия сваямсевак сангх был выпущен календарь по теме Акханд Бхарата. Календарь был разработан с помощью Вишва хинду паришад в Джайпуре.
В 2023 году открытие фрески в здания парламента Индии, на которой, как утверждается, изображена карта империи Маурьев при царе Ашоке, вызвало споры и критику со стороны нескольких граничащих с Индией государств. Работник Министерства иностранных дел Пакистана Мумтаз Захра Балоч раскритиковал это как «проявление ревизионистского и экспансионистского настроя», в то время как младший министр иностранных дел Бангладеш заявил, что «с разных сторон карта вызывает гнев». Несколько непальских политиков также выразили обеспокоенность по-поводу этого. Работник Министерства иностранных дел Индии Ариндам Багчи заявил, что это символизирует «идею ответственного и ориентированного на людей управления, которую [Ашока] принял и пропагандировал», однако другие политики из правящей Бхаратия джаната парти объявили это символом Акханд Бхарата, а министр по делам потребителей, продовольствия и общественного распределения Индии Пралхад Джоши написал в Твиттере: «Решимость очевидна. Акханд Бхарат».